# Tambo (lechería)

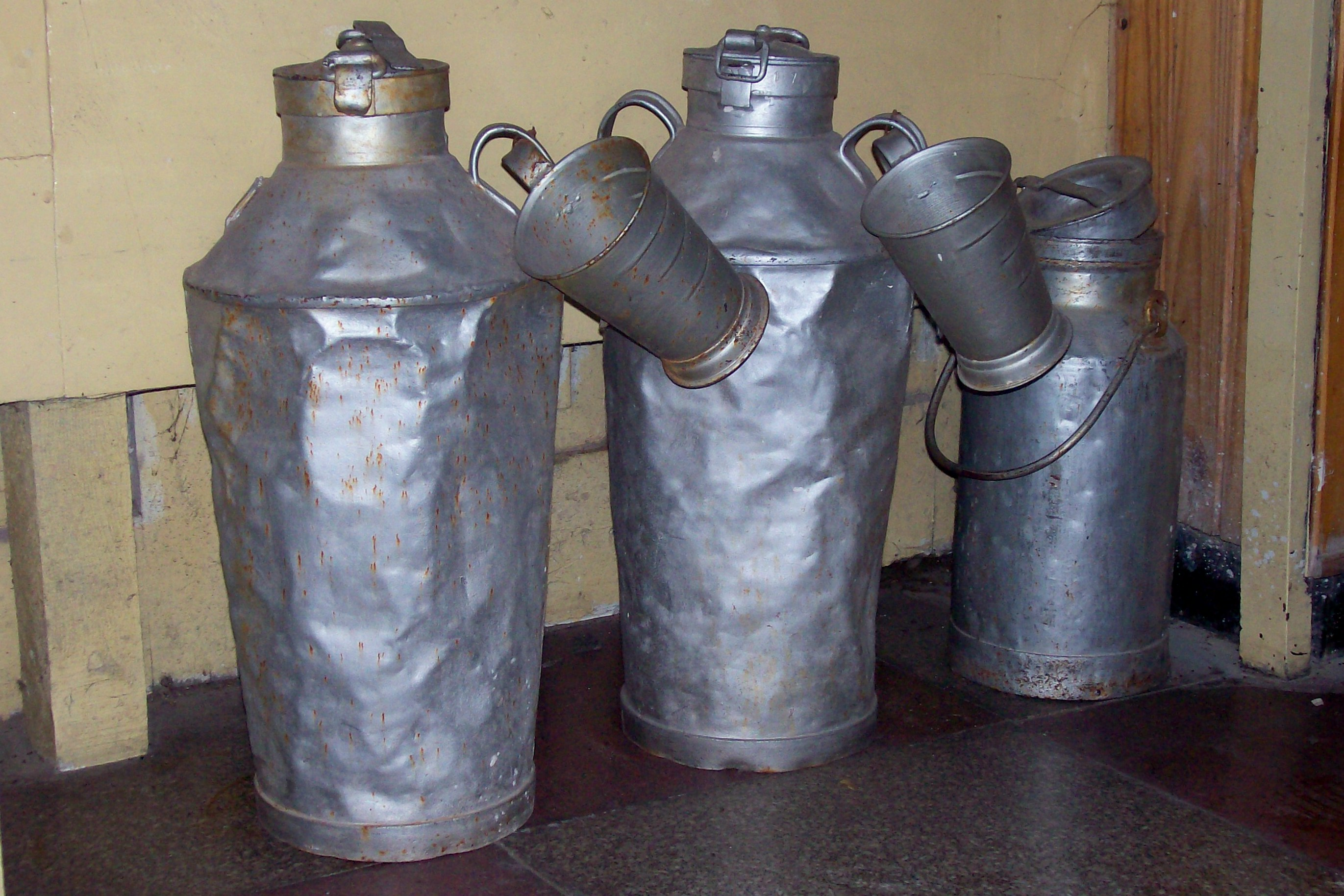
Típicos contenedores de leche utilizados en los tambos.

En Uruguay, Paraguay y en la Argentina se denomina tambo al establecimiento de ganado destinado al ordeño, producción y venta, generalmente al por mayor, de su leche cruda. Por extensión se le aplica este nombre a la actividad ganadera cuyo principal objetivo es la producción de leche, utilizando para ello razas especializadas.
El origen del nombre se remonta a la época en que la civilización de los incas denominaba tambo (tampu en quechua) tanto a los albergues como a los centros de acopio de materiales básicos para la supervivencia que se repartían a lo largo del denominado Camino del Inca, cada 30 kilómetros (una jornada de camino a pie).

## Funcionamiento de un tambo vacuno

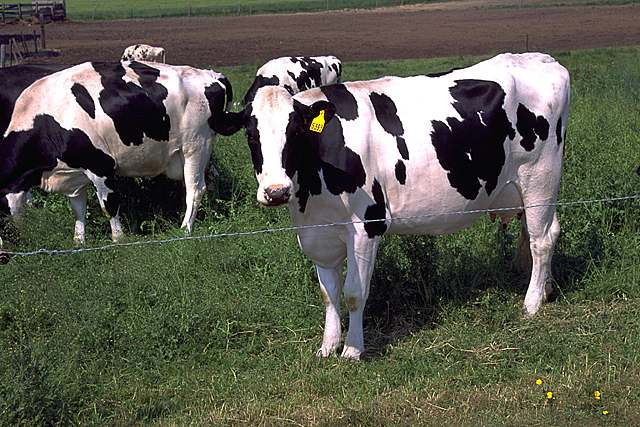
Ejemplar de raza lechera, Holstein.

La raza vacuna predominante en los tambos argentinos es la Holando-Argentino, de color blanco con grandes manchas negras, pues se adapta muy bien a los suelos de ese país.
La alimentación está basada en forrajes, los suplementos fibrosos (que son los cultivos que se conservan como silaje o heno) y los suplementos energéticos, como los cereales y oleaginosas.
Para obtener una leche sana es fundamental que la ubre de la vaca esté sana y las instalaciones limpias, de lo contrario la leche ordeñada del animal se contaminará rápidamente resultando de mala calidad. En la Argentina el certificado oficial de máxima calidad de leche cruda se denomina Rodeo Libre de Enfermedades, y es el que asegura que la leche está libre de brucelosis. Para ordeñar la vaca y lograr resultados rápidos y eficaces es necesario implementar un método que simule la succión de la boca del ternero. En el ordeñe manual se extrae la leche presionando la ubre, en la actualidad este método se emplea solo en tambos chicos, de autoabastecimiento familiar. El ordeñe mecánico se realiza con máquinas ordeñadoras, que imita la succión del ternero, y que son más higiénicas y permiten una mayor velocidad de extracción sin dañar la ubre.
Las vacas modernas están preparadas para bajar su leche sin la presencia del ternero que han parido. Los terneros son separados al nacer y se procura que logren un vínculo inmediato con el personal de la crianza artificial, mientras que las madres trasladan su propio vínculo al personal de ordeñe. La selección genética de muchos años ha logrado que estos procesos sean armoniosos.
Luego de ordeñada, la leche posee la temperatura corporal de la vaca, o sea 37 °C. A esta temperatura la multiplicación de bacterias es muy veloz, por lo que es necesario enfriarla al instante de que se termina la extracción.
El almacenamiento de la leche cruda en frío se lleva entonces a cabo para mantener la pureza e higiene sin necesidad de conservantes. Rápidamente se la coloca en tanques a menos de 4 °C mediante tubos cerrados que circulan desde la ubre hasta dicho tanque de almacenamiento. Tanto la extracción como el transporte de la misma se realizan al vacío: la ordeñadora "aspira" la leche. Al contactarse ésta sólo con el interior del sistema, se reducen las posibilidades de contaminación externa.
Finalmente, la leche es transportada hasta las plantas elaboradoras en camiones especialmente diseñados para hacerlo.

## Cuenca lechera bovina central
La cuenca lechera central es una región de la zona centro de la Argentina, entre Santa Fe y Córdoba, que se caracteriza por la gran cantidad de tambos y empresas lácteas. 
En agosto de 2018 la cantidad de tambos en el país fue de 10 722. Según Senasa, el rodeo lechero era de 1 595 920 cabezas. Las provincias con las mayores cantidades de tambos son; Córdoba con el 34% del total del país, seguida por Santa Fe con el 30.3%, Buenos Aires con el 26.1%, y Entre Ríos con el 4.9%. Sin embargo, Córdoba tiene una mayor producción que Santa Fe debido a que cuenta con tambos de un mayor tamaño tanto en número de vacas como en producción individual. Salvo para el período 2006-2007 y 2012-2013 el número de cabezas fue en descenso (1,3% anual en los últimos 13 años).